# Enzo Bianco
Enzo Bianco (n. 24 februarie 1951, Aidone, Sicilia, Italia) este un politician italian.